# Universidad Nacional de La Matanza
La Universidad Nacional de La Matanza (UNLaM)  es una universidad estatal de Argentina. Fue fundada el 29 de septiembre de 1989 en San Justo, ciudad cabecera del partido de La Matanza. 
Es la segunda universidad más grande de la provincia de Buenos Aires, solo detrás de la Universidad Nacional de La Plata, al contar con más de 50 mil alumnos, que cuenta con una carrera de Medicina creada en 2011 y en pleno funcionamiento en el corriente año. Es una de las universidades más prestigiosas de la provincia.
Financieramente depende del Estado nacional, pero como toda Universidad Nacional, es autónoma. Esta autonomía implica que tiene potestad para administrar su presupuesto, elegir sus autoridades y dictar sus propias normas en cuasiconcordancia con el orden nacional.

## Historia

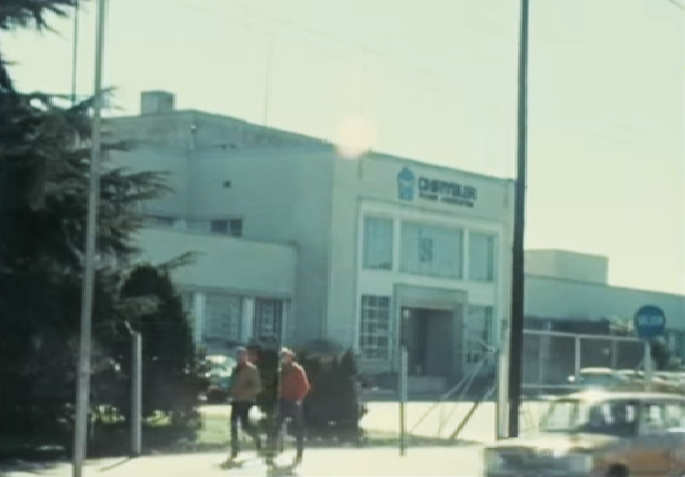
Edificio de la planta automotriz de Chrysler-Fevre a mediados de los años 1970, actual edificio del rectorado.

### Orígenes
El nacimiento de la Universidad es consecuencia directa de la conjunción de realidades e intereses locales, habida cuenta de que el área de su emplazamiento se ubica en uno de los espacios más importantes del país desde el punto de vista demográfico, político y económico, que no contó durante mucho tiempo con una institución de enseñanza superior de nivel universitario.
Hacia 1970 había en La Matanza 106.000 jóvenes de entre 18 y 24 años, de los cuales 8.500, al no encontrar respuesta a sus aspiraciones de realizar estudios universitarios en su propio partido, renunciaron a continuar estudios superiores o se vieron forzados a cursarlos muy lejos de su hogar. En 1980 los jóvenes pertenecientes a esa franja de edad sumaban 152.000 y los aspirantes para acceder a una universidad ascendían a 16.600. Para 1985 había 15.000 residentes que cursaban estudios superiores en otros centros, en ese mismo año 2.685 alumnos domiciliados en La Matanza se inscribieron en el Ciclo Básico Común (CBC) de la Universidad de Buenos Aires.
El retorno de la democracia en Argentina en 1983 constituyó el punto de inflexión a partir del cual comenzaron a producirse las situaciones y hechos que a la postre permitirían concretar la idea de instalar una universidad en La Matanza.
Este proceso tomó forma orgánica a través de comisiones comunales y vecinales, mientras los estudiantes potenciales realizaban asambleas y los vecinos trabajaban a nivel barrial. Paralelamente, algunos legisladores empezaron a promover la sanción de una ley del Congreso Nacional. En 1985, con motivo de la primera renovación parlamentaria en la Cámara de Diputados de la Nación, el proyecto adquirió nuevos aires y por primera vez se concretó la presentación del respectivo proyecto de ley. Al cabo de una nueva alternancia de poder en el Ejecutivo y de cambios en el Legislativo, en el año 1989 se insistió con el proyecto de creación de la universidad.

### Creación y primeros años
Finalmente en la sesión de la Cámara de Senadores del 29 de septiembre de 1989, se sancionó la Ley 23.748, promulgada el 23 de octubre de 1989, a través de la cual se dio vida a la Universidad Nacional de La Matanza y se designa como rector normalizador al Ing. Mario Pinelli, por decreto del presidente Carlos Menem.
El primer año académico fue inaugurado el 15 de abril de 1991, en las escuelas N.º 27 y N.º 51 del distrito. Ese año, las puertas de la Universidad franquearon el paso a más de 1200 inscritos para las tres carreras de grado que por entonces se ofrecían.
A fines de 1991, se tomó posesión en forma definitiva del predio que ocupa actualmente (exfábrica Chrysler) gracias a una ley que beneficiaba a universidades permitiendo comprar predios a cambio de deudas impositivas, adquiriéndose el predio a nombre de la Fundación Universidad de La Matanza. Tras recrearse las condiciones óptimas para que los jóvenes tuvieran acceso en su propio distrito a la educación superior y a la formación científica y técnica, se concentraron todas las actividades allí. La Escuela de Posgrado fue trasladada posteriormente a la Ciudad Autónoma de Buenos Aires donde la Universidad Adquirió un edificio a nombre de la Obra Social (OSUNLAM) y lo restauró para facilitar la llegada a alumnos de todo el país y del extranjero.

### Años 2010
En la última década el presupuesto de la Universidad creció un 820 %.
En la actualidad la Universidad lidera el ranking de egresados en universidades públicas, con un promedio de 59,8 graduados cada cien ingresantes.
La UNLaM, con cuarenta carreras de grado y posgrado, presenta el menor índice de deserción entre las universidades, alcanzando un promedio de retención del 90 por ciento, sobre una matrícula de 30 000 alumnos.

### Nómina de rectores
| N.º | Rector                      | Periodo                                      |
| --- | --------------------------- | -------------------------------------------- |
| 1   | Ing. Mario Pinelli          | 8 de mayo de 1990 - 27 de mayo de 1994       |
| 2   | Ing. Ernesto Cartier        | 27 de mayo de 1994 - 29 de noviembre de 1999 |
| 3   | Dr. Daniel Eduardo Martínez | 29 de noviembre de 1999 - en el cargo        |

### Doctores honoris causa
1. 2007: Bernardo Kliksberg
2. 2008: Edmund Phelps[6]
3. 2011: Daniel Scioli[7]
4. 2014: Ricardo Lorenzetti[8]
5. 2015: Lula da Silva[9]

## Facultades, escuelas e institutos
La Universidad ofrece veinte títulos de grado y la posibilidad de completar los estudios terciarios a través del complemento de la oferta curricular que brinda la Escuela de Formación Continua.
El criterio básico es enseñar a pensar, como forma de acompañar el incesante proceso científico y tecnológico.
La división académica es a través de Departamentos, donde se agrupan las diferentes disciplinas afines y las áreas de investigación. Cada Departamento provee del cuerpo docente a las distintas carreras.
| Departamento                              | Pregrado | Grado |
| ----------------------------------------- | --- | --- |
| Ingeniería e Investigaciones Tecnológicas | - Tec. Univ. en Diseño de Aplicaciones Móviles - Tec. Univ. en Desarrollo Web - Tec. en Electrónica con orientación al sonido y grabación - Tec. en Procesos Industriales con orientación en Industria del Calzado y en Industria Metalmecánicas | - Arquitectura - Ingeniería en Informática - Ingeniería en Electrónica - Ingeniería Industrial - Ingeniería Civil - Ingeniería Mecánica        |
| Humanidades y Ciencias Sociales           | - Tec. en Ceremonial y Protocolo - Tec. en Relaciones Laborales | - Lic. en Comunicación Social - Lic. en Trabajo Social - Lic. en Relaciones Laborales - Lic. en Educación Física - Lic. en Relaciones Públicas |
| Ciencias Económicas                       | | - Lic. en Administración - Contador Público - Lic. en Comercio Internacional - Lic. en Economía                                                |
| Derecho y Ciencia Política                | | - Abogacía - Lic. en Ciencia Política - Procurador                                                                                             |
| Ciencias de la Salud                      | | - Medicina - Lic. en Nutrición - Lic. en Kinesiología y Fisiatría - Lic. en Enfermería.                                                        |

El Curso de Ingreso de la Universidad Nacional de La Matanza consta de 3 asignaturas, según el Departamento responsable de la gestión y desarrollo de la carrera de grado elegida por el aspirante. 

#### Cursos de idiomas
El Instituto de Capacitación Continua cuenta con un promedio de 3200 alumnos inscriptos en cada cuatrimestre en los Cursos de Idiomas.La oferta actual es de 14 idiomas: alemán, chino, árabe, ruso, guaraní, italiano, hebreo, japonés, francés, portugués, quechua, inglés, turco, aimara.

## Departamento de Ingeniería e Investigaciones Tecnológicas
El Departamento de Ingeniería e Investigaciones Tecnológicas tiene la tarea de brindar educación tecnológica apuntando al desarrollo de las TIC`s.
Está conformado por un equipo de profesionales con experiencia en la materia teniendo como uno de sus objetivos primordiales formar a sus alumnos con sólidos conocimientos en ciencias básicas y formación ingenieril acorde a las necesidades actuales. 
- Decano: 'Ing. Gabriel E. Blanco
- Vicedecano: 'Mg. Ing. Jorge Eterovic
- Secretario Académico: Mag. Carolina Vicente
- Secretaria de Investigación: Dra. Bettina Donadello
- Secretaria Administrativa: Cdra. Mariangeles Vanesa Gallo

### Materias Interactivas en Línea (MIeL)
Materias Interactivas en Línea (MIeL) es la plataforma web educativa de la Universidad, desarrollada por el Departamento de Ingeniería e Investigaciones Tecnológicas destinada para el uso de estudiantes y docentes. La misma fue puesta en funcionamiento durante el ciclo lectivo 2001, y todo el alumnado y cuerpo docente de la casa de estudios deben tener una cuenta en esta página para poder realizar las actividades académicas normalmente.
A través de ella se imparten asignaturas de grado, posgrado, seminarios, cursos abiertos a la comunidad y de perfeccionamiento docente, en modalidad semi-presencial o como complemento a la modalidad presencial. En los años 2020 y 2021, a causa de la Pandemia de COVID-19 que imposibilitó la realización de clases presenciales por protocolo, por esta plataforma se dictaron las cátedras de las asignaturas e incluso tomar exámenes por este medio.

## Campus
La Universidad cuenta con un predio de 40 hectáreas en la ciudad de San Justo, provincia de Buenos Aires.
El campus cuenta con aulas con características pedagógicas, lumínicas y ambientales óptimas; espacios destinados a proyección de videos, videoconferencias, charlas, debates, conferencias, seminarios; 18 laboratorios de informática de última generación totalmente equipados; un laboratorio de idiomas y video interactivo con un soporte técnico único en el país; 3 laboratorios de electrónica; 1 laboratorio de física y una enfermería.
Laboratorio de idioma e informática

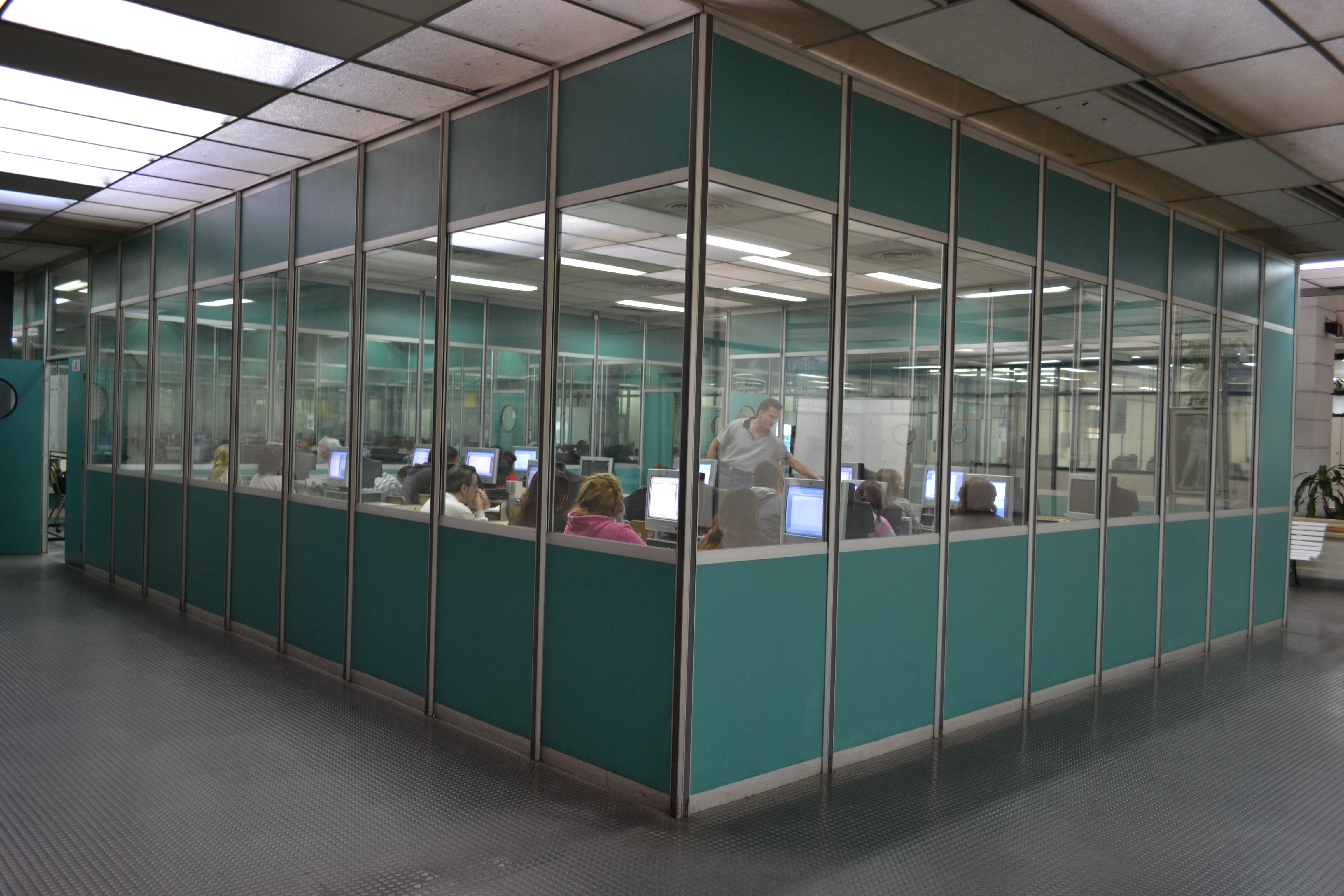
Laboratorios de Informática del Dpto. de Ingeniería e Investigaciones Tecnológicas

Cuenta con una estructura de audio y video que permite la mejor aprehensión del conocimiento. Los laboratorios de informática tienen capacidad para 25 máquinas de última generación que se renuevan cada año.
Campo Deportivo
Cuenta con una pista de atletismo, canchas de fútbol, básquet, rugby, hockey, voleibol de playa, fútbol cinco y pileta climatizada. Todo eso complementado con el moderno gimnasio cubierto con que ya cuenta la Universidad.
Laboratorio de Medios Audiovisuales
Genera material audiovisual de alta calidad profesional. Producciones televisivas de documentales y producciones cinematográficas son las tareas más destacadas.
Radio Universidad FM 89.1
La programación de la radio está íntegramente confeccionada y llevada adelante por alumnos egresados y docentes de la casa.
Transmisión on-line
Biblioteca Leopoldo Marechal
Cuenta con una sala de lectura silenciosa para 120 personas, una sala parlante para 500 usuarios, una sala de referencia, una sala virtual con 15 PC para consultas on-line y multimedios, una biblioteca sonora para personas con discapacidad visual y una videoteca. Consulta de catálogo de libros Archivado el 12 de junio de 2018 en Wayback Machine..
Laboratorios de Electrónica
Los laboratorios de electrónica cuentan con un excelente equipamiento a disposición de docentes y alumnos para realizar prácticas y proyectos. Entre los recursos disponibles podemos mencionar osciloscopios analógicos y digitales, multímetros digitales, fuentes de alimentación, analizador de espectro, analizador lógico, equipos para el estudio de fibras ópticas, estación de rework para componentes SMD, microcontroladores de varias familias, DSP, FPGA, módems GSM/GPRS, computadoras, PLC y sistema didáctico de pistones neumáticos, brazo robot SCARA, banco de prueba para motores y herramientas varias entre muchos otros.
Comedor
Comedor universitario inaugurado a principios de 2012 con capacidad prevista para 600 comensales.

## Futsal
El club de UNLaM comenzó a participar en los certámenes de la AFA en 2014. Actualmente milita en la Primera B.

### Historia

#### Inicios
Con la creación de la Primera C en 2014, inició su participación en el certamen pero, debido a su bajo puntaje fue desafiliado.

#### Primer ascenso
En 2017, con la creación de la Primera D, volvió a participar. En el certamen, finalizó primero en la Zona 1 con 46 puntos, obteniendo el ascenso directo y accedió a la final por el título ante el ganador de la Zona 2, Chacarita Juniors. La final se disputó el 17 de noviembre en Parque Avellaneda, el encuentro quedó igualado 5 a 5 en el tiempo reglamentario, luego de que UNLaM fuera venciendo por 3 a 0, y en la prórroga terminó cayendo por 8 a 7.

#### Actualidad
En su retorno a la Primera C, alcanzó el quinto lugar con 59 puntos, accediendo a los playoffs por el tercer ascenso. En las semifinales, enfrentó a Arsenal en La Catedral y, luego de ir venciendo por 2 a 0, terminó cayendo por 4 a 3.
En la temporada 2019, volvió a finalizar en el quinto lugar con 67, accediendo a los playoffs. En semifinales, enfrentó a Newell's Old Boys y, a pesar de igualar en San Justo por 2 a 2, quedó eliminado luego de caer por 8 a 3 en el Provincial de Rosario.
Luego de la cancelación de la temporada 2020 por las restricciones sanitarias a consecuencia de la pandemia de COVID-19, inició el certamen de la temporada 2021.

### Datos del club
- Temporadas en Primera C: 5 (2014; 2018 —)
  - Mejor ubicación: Semifinales (2018; 2019)
- Temporadas en Primera D: 1 (2017)
  - Mejor ubicación: Subcampeon (2017)

## Voleibol
La universidad posee un equipo de voleibol que compite a nivel local en los campeonatos de la Federación Metropolitana de Voleibol, desempeñándose en 2022 tanto los planteles masculino como femenino en la División de Honor, la categoría más alta del certamen metropolitano. Sin embargo, tras el campeonato oficial 2022, el equipo de caballeros no logró mantener la categoría, por lo que a partir de la temporada 2023 competirá en la Primera División, el segundo escalafón del vóley metropolitano.

### Palmarés
A nivel femenino, la universidad se coronó campeona de la Copa Chulo Olmo 2022, organizada por la Federación Metropolitana de Voleibol. El mismo año se alzó con la Liga Federal Femenina, segundo escalafón del voleibol femenino a nivel nacional. El equipo masculino, por su parte, también se consagró campeón de la Copa Chulo Olmo pero en el año 2015.

## Reconocimientos
En 2018 la Universidad recibió un Premio Konex - Diploma al Mérito otorgado por la Fundación Konex como una de las Instituciones Educativas más importantes de la última década en la Argentina.